# Farmidril
Il farmidril è un disinfettante tensioattivo ad ampio spettro d'azione batteriostatica e battericida. È in grado di arrestare la moltiplicazione di germi, Gram-negativi, Gram-positivi, anaerobi e sporigeni. È dotato di stretta analogia con i detergenti cationici e con la tirotricina, ma è meglio tollerato localmente e non provoca sensibilizzazione. La proprietà detergente è particolarmente utile in molte affezioni cutanee e facilita una omogenea diffusione e penetrazione dei farmaci associati. Rientra nella formulazione di pomate dermatologiche per il trattamento d'infezioni cutanee di vario tipo. 
Si presenta come una polvere fine omogenea, inodore, bianca, cristallizza da acqua-etanolo; si decompone a 250°. È solubile per lo 0,2% in acqua calda, circa il 10% in acqua bollente, l'84,2% in metanolo a 25°; praticamente insolubile in acetone, benzene, diossano. pH: 3 g di sostanza si sospendono in 30 ml di H2O, si agita e si filtra (soluz. A); il pH della soluzione deve essere compreso tra 6,5 e 7,5.